# Wahl der Stadtverordnetenversammlung von Berlin 1990
- PDS: 42
- ALL: 1
- SPD: 47
- Grüne: 4
- Bü90: 14
- BFD: 2
- FDP: 1
- CDU: 24
- DA: 1
- DSU: 2

Die Wahl der Stadtverordnetenversammlung (SVV) von (Ost-)Berlin vom 6. Mai 1990 im Zuge der Kommunalwahlen in der DDR 1990 war die erste und zugleich letzte Wahl der Berliner SVV zu DDR-Zeiten, die demokratischen Wahlgrundsätzen entsprach.
Faktisch erlangte diese Ost-Berliner Stadtverordnetenversammlung via Art. 16 des Einigungsvertrags im Zeitraum zwischen dem 3. Oktober 1990 und dem 11. Januar 1991 (Konstituierung des gesamtberliner Abgeordnetenhauses) den Rang eines Teil-Landesparlaments mit einer Teil-Landesregierung (Magistrat Schwierzina).

## Gesamtergebnis
Pro Stimmzettel erfolgte die Stimmabgabe für bis zu drei Kandidaten.
| Wahl vom 6. Mai 1990 | Wahl vom 6. Mai 1990 | Wahl vom 6. Mai 1990 | Wahl vom 6. Mai 1990 |
| -------------------- | -------------------- | -------------------- | -------------------- |
| Wahlberechtigte      | 969.565              |                      |                      |
| Wahlbeteiligung      | 684.674              | 70,63 %              |                      |
| Partei               | Stimmen              | Prozent              | Mandate              |
| SPD                  | 670.881              | 34,08 %              | 47                   |
| PDS                  | 592.102              | 30,08 %              | 42                   |
| CDU                  | 348.536              | 17,70 %              | 24                   |
| Bündnis 90           | 194.537              | 9,88 %               | 14                   |
| Grüne Liste          | 52.892               | 2,69 %               | 4                    |
| BFD                  | 23.129               | 1,17 %               | 2                    |
| DSU                  | 20.275               | 1,03 %               | 2                    |
| FDP                  | 19.952               | 1,01 %               | 1                    |
| ALL (*)              | 15.966               | 0,81 %               | 1                    |
| DA                   | 12.752               | 0,65 %               | 1                    |
| DBD                  | 5.880                | 0,30 %               | —                    |
| KPD                  | 3.255                | 0,17 %               | —                    |
| AA-Wyd               | 2.265                | 0,12 %               | —                    |
| VS                   | 2.152                | 0,11 %               | —                    |
| Einzelbewerber       | 1.796                | 0,09 %               | —                    |
| BdD                  | 1.620                | 0,08 %               | —                    |
| SSB GP               | 1.546                | 0,08 %               | —                    |
| DFP                  | 711                  | 0,04 %               | —                    |
| EUdDDR               | 363                  | 0,02 %               | —                    |
| VAA                  | 284                  | 0,01 %               | —                    |
| CDVP                 | 106                  | 0,01 %               | —                    |
| Summe                |                      | 100,0 %              | 138                  |

In der Stadtverordnetenversammlung bildeten sich wenige Tage später die folgenden fünf Fraktionen:
- SPD, die relative Mehrheit, 34,1 % der Mandate,
- CDU/DA, 25 Mandate, 18,1 % der Mandate.

Zusammen ergaben sich gerade 52,8 % der Mandate, die sogenannte „Große“ Koalition, am 30. Mai war die Wahl des letzten Oberbürgermeisters Tino Schwierzina.
- PDS, 30,4 % der Mandate,
- Bündnis 90/Grüne Liste/UFV, 19 Mandate, 13,8 % der Mandate,
- FDP-Die Liberalen/DSU, 5 Mandate, 3,6 % der Mandate.

## Wahlergebnisse nach Stadtbezirken

### Bezirk Mitte
| Bezirk Mitte    | Bezirk Mitte | Bezirk Mitte |
| --------------- | ------------ | ------------ |
| Wahlberechtigte | 62.180       |              |
| Wahlbeteiligung | 43.680       | 70,2 %       |
| Partei          | Stimmen      | Prozent      |
| PDS             | 47.680       | 37,93 %      |
| SPD             | 34.534       | 27,58 %      |
| CDU             | 19.124       | 15,21 %      |
| Bündnis 90      | 13.529       | 10,76 %      |
| Grüne Liste     | 3.154        | 2,50 %       |
| ALL (*)         | 1.537        | 1,23 %       |
| BFD             | 1.238        | 0,98 %       |
| DSU             | 1.086        | 0,86 %       |
| FDP             | 1.044        | 0,83 %       |
| DA              | 888          | 0,71 %       |
| SSB GP          | 455          | 0,36 %       |
| VS              | 365          | 0,30 %       |
| BdD             | 327          | 0,26 %       |
| DBD             | 243          | 0,19 %       |
| KPD             | 243          | 0,19 %       |
| AA-Wyd          | 213          | 0,17 %       |
| EUdDDR          | 134          | 0,11 %       |
| DFP             | —            | —            |
| VAA             | —            | —            |
| CDVP            | —            | —            |
| Einzelbewerber  | —            | —            |
| Summe           |              | 100,0 %      |

### Bezirk Prenzlauer Berg
| Bezirk Prenzlauer Berg | Bezirk Prenzlauer Berg | Bezirk Prenzlauer Berg |
| ---------------------- | ---------------------- | ---------------------- |
| Wahlberechtigte        | 115.995                |                        |
| Wahlbeteiligung        | 76.810                 | 66,2 %                 |
| Partei                 | Stimmen                | Prozent                |
| SPD                    | 77.067                 | 35,31 %                |
| PDS                    | 51.141                 | 23,44 %                |
| CDU                    | 38.834                 | 17,75 %                |
| Bündnis 90             | 30.120                 | 13,78 %                |
| Grüne Liste            | 6.815                  | 3,10 %                 |
| DSU                    | 3.624                  | 1,66 %                 |
| BFD                    | 2.545                  | 1,16 %                 |
| ALL (*)                | 2.254                  | 1,03 %                 |
| FDP                    | 1.876                  | 0,86 %                 |
| DA                     | 1.306                  | 0,60 %                 |
| VS                     | 1.059                  | 0,48 %                 |
| AA-Wyd                 | 687                    | 0,31 %                 |
| DBD                    | 547                    | 0,25 %                 |
| KPD                    | 342                    | 0,16 %                 |
| EUdDDR                 | 229                    | 0,10 %                 |
| SSB GP                 | —                      | —                      |
| BdD                    | —                      | —                      |
| DFP                    | —                      | —                      |
| VAA                    | —                      | —                      |
| CDVP                   | —                      | —                      |
| Einzelbewerber         | —                      | —                      |
| Summe                  |                        | 100,0 %                |

### Bezirk Friedrichshain
| Bezirk Friedrichshain | Bezirk Friedrichshain | Bezirk Friedrichshain |
| --------------------- | --------------------- | --------------------- |
| Wahlberechtigte       | 87.532                |                       |
| Wahlbeteiligung       | 58.901                | 66,2 %                |
| Partei                | Stimmen               | Prozent               |
| SPD                   | 55.216                | 32,70 %               |
| PDS                   | 53.159                | 31,41 %               |
| CDU                   | 28.414                | 16,77 %               |
| Bündnis 90            | 18.405                | 10,89 %               |
| Grüne Liste           | 4.831                 | 2,88 %                |
| DSU                   | 1.873                 | 1,11 %                |
| BFD                   | 1.824                 | 1,08 %                |
| ALL (*)               | 1.688                 | 1,00 %                |
| FDP                   | 1.330                 | 0,79 %                |
| DA                    | 1.221                 | 0,72 %                |
| DBD                   | 485                   | 0,29 %                |
| KPD                   | 340                   | 0,20 %                |
| AA-Wyd                | 260                   | 0,16 %                |
| VS                    | —                     | —                     |
| EUdDDR                | —                     | —                     |
| SSB GP                | —                     | —                     |
| BdD                   | —                     | —                     |
| DFP                   | —                     | —                     |
| VAA                   | —                     | —                     |
| CDVP                  | —                     | —                     |
| Einzelbewerber        | —                     | —                     |
| Summe                 |                       | 100,0 %               |

### Bezirk Treptow
| Bezirk Treptow  | Bezirk Treptow | Bezirk Treptow |
| --------------- | -------------- | -------------- |
| Wahlberechtigte | 83.977         |                |
| Wahlbeteiligung | 63.298         | 75,4 %         |
| Partei          | Stimmen        | Prozent        |
| SPD             | 69.630         | 38,2 %         |
| PDS             | 49.530         | 27,06 %        |
| CDU             | 33.037         | 18,11 %        |
| Bündnis 90      | 16.228         | 8,89 %         |
| Grüne Liste     | 4.111          | 2,3 %          |
| FDP             | 2.142          | 1,19 %         |
| BFD             | 2.070          | 1,14 %         |
| DSU             | 1.534          | 0,84 %         |
| ALL (*)         | 1.274          | 0,70 %         |
| DA              | 1.054          | 0,58 %         |
| DBD             | 568            | 0,31 %         |
| BdD             | 442            | 0,24 %         |
| KPD             | 367            | 0,2 %          |
| VAA             | 284            | 0,15 %         |
| AA-Wyd          | 128            | 0,07 %         |
| CDVP            | 106            | 0,06 %         |
| VS              | —              | —              |
| EUdDDR          | —              | —              |
| SSB GP          | —              | —              |
| DFP             | —              | —              |
| Einzelbewerber  | —              | —              |
| Summe           |                | 100,0 %        |

### Bezirk Köpenick
| Bezirk Köpenick | Bezirk Köpenick | Bezirk Köpenick |
| --------------- | --------------- | --------------- |
| Wahlberechtigte | 90.837          |                 |
| Wahlbeteiligung | 67.745          | 74,6 %          |
| Partei          | Stimmen         | Prozent         |
| SPD             | 79.549          | 40,7 %          |
| PDS             | 43.340          | 22,2 %          |
| CDU             | 36.970          | 18,9 %          |
| Bündnis 90      | 18.882          | 9,7 %           |
| Grüne Liste     | 5.759           | 2,9 %           |
| FDP             | 3.183           | 1,6 %           |
| BFD             | 3.097           | 1,6 %           |
| DA              | 2.132           | 1,1 %           |
| ALL (*)         | 1.084           | 0,6 %           |
| DBD             | 624             | 0,3 %           |
| DFP             | 288             | 0,1 %           |
| KPD             | 243             | 0,1 %           |
| AA-Wyd          | 185             | 0,1 %           |
| DSU             | —               | —               |
| BdD             | —               | —               |
| VAA             | —               | —               |
| CDVP            | —               | —               |
| VS              | —               | —               |
| EUdDDR          | —               | —               |
| SSB GP          | —               | —               |
| Einzelbewerber  | —               | —               |
| Summe           |                 | 100,0 %         |

### Bezirk Lichtenberg
| Bezirk Lichtenberg | Bezirk Lichtenberg | Bezirk Lichtenberg |
| ------------------ | ------------------ | ------------------ |
| Wahlberechtigte    | 132.595            |                    |
| Wahlbeteiligung    | 94.636             | 71,4 %             |
| Partei             | Stimmen            | Prozent            |
| PDS                | 96.005             | 35,1 %             |
| SPD                | 88.407             | 32,3 %             |
| CDU                | 41.183             | 15,1 %             |
| Bündnis 90         | 24.809             | 9,1 %              |
| Grüne Liste        | 6.310              | 2,3 %              |
| BFD                | 3.112              | 1,1 %              |
| DSU                | 2.678              | 1,0 %              |
| FDP                | 2.264              | 0,8 %              |
| ALL (*)            | 1.991              | 0,7 %              |
| Einzelbewerber     | 1.796              | 0,7 %              |
| DA                 | 1.539              | 0,6 %              |
| SSB GP             | 1.091              | 0,4 %              |
| BdD                | 851                | 0,3 %              |
| DBD                | 689                | 0,3 %              |
| KPD                | 658                | 0,2 %              |
| AA-Wyd             | 200                | 0,1 %              |
| DFP                | —                  | —                  |
| VAA                | —                  | —                  |
| CDVP               | —                  | —                  |
| VS                 | —                  | —                  |
| EUdDDR             | —                  | —                  |
| Summe              |                    | 100,0 %            |

### Bezirk Weißensee
| Bezirk Weißensee | Bezirk Weißensee | Bezirk Weißensee |
| ---------------- | ---------------- | ---------------- |
| Wahlberechtigte  | 42.739           |                  |
| Wahlbeteiligung  | 30.957           | 72,4 %           |
| Partei           | Stimmen          | Prozent          |
| SPD              | 35.674           | 40,3 %           |
| CDU              | 21.985           | 24,8 %           |
| PDS              | 16.325           | 18,4 %           |
| Bündnis 90       | 7.931            | 9,0 %            |
| Grüne Liste      | 1.616            | 1,8 %            |
| DSU              | 1.290            | 1,5 %            |
| BFD              | 1.202            | 1,4 %            |
| FDP              | 965              | 1,1 %            |
| DA               | 574              | 0,6 %            |
| ALL (*)          | 450              | 0,5 %            |
| DBD              | 271              | 0,3 %            |
| KPD              | 155              | 0,2 %            |
| AA-Wyd           | 145              | 0,2 %            |
| SSB GP           | —                | —                |
| BdD              | —                | —                |
| DFP              | —                | —                |
| VAA              | —                | —                |
| CDVP             | —                | —                |
| VS               | —                | —                |
| EUdDDR           | —                | —                |
| Einzelbewerber   | —                | —                |
| Summe            |                  | 100,0 %          |

### Bezirk Pankow
| Bezirk Pankow   | Bezirk Pankow | Bezirk Pankow |
| --------------- | ------------- | ------------- |
| Wahlberechtigte | 86.396        |               |
| Wahlbeteiligung | 63.512        | 73,5 %        |
| Partei          | Stimmen       | Prozent       |
| SPD             | 65.988        | 36,0 %        |
| PDS             | 43.984        | 24,0 %        |
| CDU             | 38.672        | 21,1 %        |
| Bündnis 90      | 20.763        | 11,3 %        |
| Grüne Liste     | 4.237         | 2,3 %         |
| BFD             | 2.485         | 1,4 %         |
| FDP             | 2.363         | 1,3 %         |
| DSU             | 1.511         | 0,8 %         |
| ALL (*)         | 1.264         | 0,7 %         |
| DA              | 920           | 0,5 %         |
| DBD             | 530           | 0,3 %         |
| KPD             | 254           | 0,1 %         |
| AA-Wyd          | 225           | 0,1 %         |
| SSB GP          | —             | —             |
| BdD             | —             | —             |
| DFP             | —             | —             |
| VAA             | —             | —             |
| CDVP            | —             | —             |
| VS              | —             | —             |
| EUdDDR          | —             | —             |
| Einzelbewerber  | —             | —             |
| Summe           |               | 100,0 %       |

### Bezirk Marzahn
| Bezirk Marzahn  | Bezirk Marzahn | Bezirk Marzahn |
| --------------- | -------------- | -------------- |
| Wahlberechtigte | 112.270        |                |
| Wahlbeteiligung | 78.238         | 69,7 %         |
| Partei          | Stimmen        | Prozent        |
| PDS             | 80.514         | 35,5 %         |
| SPD             | 72.202         | 31,9 %         |
| CDU             | 38.055         | 16,8 %         |
| Bündnis 90      | 17.567         | 7,8 %          |
| Grüne Liste     | 6.686          | 3,0 %          |
| DSU             | 2.587          | 1,1 %          |
| FDP             | 2.122          | 0,9 %          |
| BFD             | 1.902          | 0,8 %          |
| ALL (*)         | 1.753          | 0,8 %          |
| DA              | 1.523          | 0,7 %          |
| DBD             | 880            | 0,4 %          |
| KPD             | 376            | 0,2 %          |
| DFP             | 215            | 0,1 %          |
| AA-Wyd          | 128            | 0,1 %          |
| SSB GP          | —              | —              |
| BdD             | —              | —              |
| VAA             | —              | —              |
| CDVP            | —              | —              |
| VS              | —              | —              |
| EUdDDR          | —              | —              |
| Einzelbewerber  | —              | —              |
| Summe           |                | 100,0 %        |

### Bezirk Hohenschönhausen
| Bezirk Hohenschönhausen | Bezirk Hohenschönhausen | Bezirk Hohenschönhausen |
| ----------------------- | ----------------------- | ----------------------- |
| Wahlberechtigte         | 79.662                  |                         |
| Wahlbeteiligung         | 55.950                  | 70,2 %                  |
| Partei                  | Stimmen                 | Prozent                 |
| PDS                     | 64.361                  | 39,9 %                  |
| SPD                     | 45.068                  | 28,0 %                  |
| CDU                     | 25.938                  | 16,1 %                  |
| Bündnis 90              | 14.197                  | 8,8 %                   |
| Grüne Liste             | 4.278                   | 2,7 %                   |
| BFD                     | 1.618                   | 0,9 %                   |
| FDP                     | 1.511                   | 0,9 %                   |
| DSU                     | 1.418                   | 0,9 %                   |
| ALL (*)                 | 1.130                   | 0,7 %                   |
| DA                      | 797                     | 0,5 %                   |
| DBD                     | 533                     | 0,3 %                   |
| KPD                     | 277                     | 0,2 %                   |
| AA-Wyd                  | 94                      | 0,1 %                   |
| DFP                     | —                       | —                       |
| SSB GP                  | —                       | —                       |
| BdD                     | —                       | —                       |
| VAA                     | —                       | —                       |
| CDVP                    | —                       | —                       |
| VS                      | —                       | —                       |
| EUdDDR                  | —                       | —                       |
| Einzelbewerber          | —                       | —                       |
| Summe                   |                         | 100,0 %                 |

### Bezirk Hellersdorf
| Bezirk Hellersdorf | Bezirk Hellersdorf | Bezirk Hellersdorf |
| ------------------ | ------------------ | ------------------ |
| Wahlberechtigte    | 75.382             |                    |
| Wahlbeteiligung    | 50.947             | 67,6 %             |
| Partei             | Stimmen            | Prozent            |
| SPD                | 47.546             | 32,4 %             |
| PDS                | 46.063             | 31,4 %             |
| CDU                | 26.324             | 17,9 %             |
| Bündnis 90         | 12.106             | 8,2 %              |
| Grüne Liste        | 5.095              | 3,5 %              |
| DSU                | 2.674              | 1,8 %              |
| BFD                | 2.036              | 1,4 %              |
| ALL (*)            | 1.541              | 1,0 %              |
| FDP                | 1.152              | 0,8 %              |
| DA                 | 798                | 0,5 %              |
| VS                 | 728                | 0,5 %              |
| DBD                | 510                | 0,3 %              |
| DFP                | 208                | 0,1 %              |
| KPD                | —                  | —                  |
| AA-Wyd             | —                  | —                  |
| SSB GP             | —                  | —                  |
| BdD                | —                  | —                  |
| VAA                | —                  | —                  |
| CDVP               | —                  | —                  |
| EUdDDR             | —                  | —                  |
| Einzelbewerber     | —                  | —                  |
| Summe              |                    | 100,0 %            |